# Манник, Михаил Данилович
Михаил Данилович Манник — советский хозяйственный, государственный и политический деятель, Герой Социалистического Труда.

## Биография
Родился в 1908 году в селе Корнеевка (ныне — Запорожская область Украины). Член ВКП(б) с 1939 года.
С 1924 года — на хозяйственной, общественной и политической работе. В 1924—1970 гг. — комсомолец, тракторист в Ярмоклеевском товариществе по совместной обработке земли, комбайнёр Павлоградской МТС, комбайнёр, директор, вновь комбайнёр Семяновской МТС Павлогорадского района Омской области
Указом Президиума Верховного Совета СССР от 5 апреля 1951 года присвоено звание Героя Социалистического Труда с вручением ордена Ленина и золотой медали «Серп и Молот».
Избирался депутатом Верховного Совета СССР 1-го созыва.
Умер в Павлоградском районе в 1983 году, где и похоронен.